# وایولا دیویس
وایولا دیویس (انگلیسی: Viola Davis؛ زادهٔ ۱۱ اوت ۱۹۶۵) بازیگر آمریکایی است. او جوایز گوناگونی از جمله یک جایزهٔ اسکار، یک جایزهٔ امی ساعات پربیننده و دو جایزهٔ تونی کسب کرده و تنها آفریقایی-آمریکایی است که تاج سه‌گانه بازیگری را به‌دست آورده است. مجلهٔ تایم در ۲۰۱۲ و ۲۰۱۷ از او به‌عنوان یکی از ۱۰۰ شخص تأثیرگذار در جهان یاد کرده، و در ۲۰۲۰ نام او در رتبه‌بندی نیویورک تایمز از بزرگ‌ترین بازیگران قرن بیست و یکم قرار گرفت.
دیویس حرفه‌اش را در سنترل فالز، رود آیلند آغاز کرد و در نمایش‌های تئاتر ظاهر می‌شد. او در ۱۹۹۳ از مدرسه جولیارد فارغ‌التحصیل شد و در ۱۹۹۹ برای بازی در نمایش‌نامه‌ای از تئاتر برندهٔ جایزهٔ اوبی شد. او در اواخر دههٔ ۱۹۹۰ و اوایل دههٔ ۲۰۰۰ در چندین فیلم و مجموعهٔ تلویزیونی نقش‌های کوتاهی را ایفا کرد، و در ۲۰۰۱ برای بازی در نمایش شاه هدلی دوم اثر آگوست ویلسون برندهٔ جایزهٔ تونی شد. نقش برجستهٔ او در درام محصول ۲۰۰۸ یعنی تردید بود که در آن مادری مشکل‌دار را به تصویر کشید و برایش نامزد دریافت جایزهٔ  اسکار بهترین بازیگر نقش مکمل زن شد.
دیویس در سال ۲۰۱۰ برای حضور در نمایش حصارها جایزهٔ تونی بهترین بازیگر زن را کسب کرد. او در کمدی-درام خدمتکاران (۲۰۱۱) برای بازی در نقش کلفت دههٔ شصتی نامزد دریافت جایزهٔ اسکار بهترین بازیگر زن شد. او در ۲۰۱۴ تا ۲۰۲۰ نقش حقوق‌دان آنلیز کیتینگ را در مجموعهٔ تلویزیونی درام چگونه از مجازات قتل فرار کنیم ایفا کرد که در ۲۰۱۵ نخستین بازیگر سیاه‌پوستی شد که برندهٔ جایزهٔ امی ساعات پربیننده بهترین بازیگر زن در مجموعه تلویزیونی درام می‌شود. او در ۲۰۱۶ برای بازی در فیلم اقتباسی از نمایش حصارها برندهٔ جایزهٔ اسکار بهترین بازیگر نقش مکمل زن شد. همچنین برای به تصویر کشیدن ما رینی در فیلم زندگی‌نامه‌ای بلک باتم ما رینی (۲۰۲۰) نامزد دریافت جایزهٔ اسکار شد.

## آغاز زندگی
دیویس در ۱۱ اوت ۱۹۶۵ در سن ماتیوس، کارولینای جنوبی زاده شد. مادرش مای آلیس دیویس (که نام خانوادگی‌اش پیش از ازدواج لوگان بود) و پدرش دن دیویس نام داشت. او در مزرعهٔ مادربزرگش به دنیا آمد. پدرش تربیت‌کنندهٔ اسب و مادرش خدمتکار، کارگر کارخانه و خانه‌دار بود. او دومین فرزند از شش فرزند خانواده است و چهار خواهر و یک برادر دارد. بلافاصله پس از به دنیا آمدنش، والدینش به‌همراه دیویس و دو خواهر و برادر بزرگترش به سنترل فالز، رود آیلند نقل مکان کردند. سایر خواهران و برادران نزد پدربزرگ و مادربزرگش ماندند.
مادر او همچنین از کنشگران جنبش حقوق مدنی بود.هنگامی که او دو ساله بود، دیویس پس از دستگیری مادرش در جریان اعتراضات حقوق مدنی همراه او به زندان منتقل شد. در توصیف دوران کودکی‌اش، او گفت که طی آن زمان در «ناکارآمدی و فقر مطلق» زندگی کرده است، و به یاد می‌آورد که در آپارتمان‌های «پر از موش و از رده خارج» ساکن بود. دیویس با بازیگر مایک کولتر نسبت خانوادگی دارد.
دیویس در دبیرستان سنترال فالز تحصیل کرد. او تا حدودی این مکان را دلیل علاقه‌مندی به بازیگری بر روی صحنه و نیز مشارکت خود در هنرهای نمایشی می‌داند. او در نوجوانی در برنامه‌های آپ‌وارد باند TRIO و خدمات پشتیبانی دانشجویی TRIO شرکت داشت. در حالی که دیویس برای هنرهای نمایشی در مدرسه یانگ پیپل واقع در وست وارویک ثبت‌نام کرد، استعداد او به‌وسیلهٔ کارگردان برنامه، برنارد مسترسون، شناسایی شد.
پس از فارغ‌التحصیلی از دبیرستان، دیویس در رشته تئاتر کالج رود آیلند به تحصیل پرداخت. او پیش از فارغ‌التحصیلی در سال ۱۹۸۸، در ائتلاف نشنال استیودنت اکسچینج شرکت کرد. او در ادامه به مدت چهار سال در مدرسه جولیارد حضور یافت، و یکی از اعضای بخش نمایش مدرسه (۱۹۸۹–۱۹۹۳) بود.

## فیلم‌شناسی
| سال  | عنوان                                          | نقش                     | توضیحات                        | منا.   |
| ---- | ---------------------------------------------- | ----------------------- | ------------------------------ | ------ |
| ۱۹۹۶ | ماده آتش                                       | پرستار                  |                                | [ ۲۵ ] |
| ۱۹۹۸ | خارج از دید                                    | موزل میلر               |                                | [ ۲۶ ] |
| ۱۹۹۸ | خانم پرهنشن و اسکویر                           | شارون هیوز              |                                | [ ۲۷ ] |
| ۲۰۰۰ | قاچاق                                          | کارگر اجتماعی           |                                | [ ۲۸ ] |
| ۲۰۰۱ | شرینک وارد است                                 | رابین                   |                                | [ ۲۹ ] |
| ۲۰۰۱ | یازده یار اوشن                                 | بازجوی هیئت آزادی مشروط | نام‌برده‌نشده                    | [ ۲۸ ] |
| ۲۰۰۱ | کیت و لئوپولد                                  | پلیس زن                 |                                | [ ۳۰ ] |
| ۲۰۰۲ | دور از بهشت                                    | سیبیل                   |                                | [ ۳۱ ] |
| ۲۰۰۲ | آنتوان فیشر                                    | اوا می فیشر             |                                | [ ۳۲ ] |
| ۲۰۰۲ | سولاریس                                        | دکتر گوردون             |                                | [ ۳۳ ] |
| ۲۰۰۵ | ثروتمند شو، یا در حال تلاش بمیر                | مادر بزرگ               |                                | [ ۳۴ ] |
| ۲۰۰۵ | سیریانا                                        | رئیس سی‌آی‌ای             | نام‌برده‌نشده                    | [ ۳۵ ] |
| ۲۰۰۶ | معمار                                          | تونیا نیلی              |                                | [ ۳۱ ] |
| ۲۰۰۶ | مرکز تجارت جهانی                               | مادر در بیمارستان       |                                | [ ۳۱ ] |
| ۲۰۰۷ | آشفته                                          | کارآگاه پارکر           |                                | [ ۳۶ ] |
| ۲۰۰۸ | شب‌ها در رودانته                                | جین                     |                                | [ ۳۷ ] |
| ۲۰۰۸ | تردید                                          | خانم میلر               |                                | [ ۳۸ ] |
| ۲۰۰۹ | مدیا به زندان می‌رود                            | الن سنت متیوز           |                                | [ ۳۹ ] |
| ۲۰۰۹ | وضعیت فعلی                                     | دکتر جودیت فرانکلین     |                                | [ ۴۰ ] |
| ۲۰۰۹ | شهروند مطیع قانون                              | شهردار آوریل هنری       |                                | [ ۴۱ ] |
| ۲۰۱۰ | شوالیه و روز                                   | کارگردان ایزابل جورج    |                                | [ ۴۲ ] |
| ۲۰۱۰ | بخور عبادت کن عشق بورز                         | دلیا شیراز              |                                | [ ۴۳ ] |
| ۲۰۱۰ | این نوعی داستان خنده‌دار است                    | دکتر مینروا             |                                | [ ۴۴ ] |
| ۲۰۱۰ | اعتماد                                         | گیل فریدمن              |                                | [ ۴۵ ] |
| ۲۰۱۱ | خدمتکاران                                      | آیبیلین کلارک           |                                | [ ۴۶ ] |
| ۲۰۱۱ | فوق‌العاده بلند و بیش از حد نزدیک               | ابی بلک                 |                                | [ ۴۷ ] |
| ۲۰۱۲ | عقب‌نشینی نمی‌کنم                                | نونا آلبرتز             |                                | [ ۴۸ ] |
| ۲۰۱۳ | موجودات زیبا                                   | آماری "آماً ترودو        |                                | [ ۴۹ ] |
| ۲۰۱۳ | بازی اندر                                      | سرگرد اندرسون           |                                | [ ۵۰ ] |
| ۲۰۱۳ | گم شدن الانور ریگبی                            | پروفسور لیلیان فریدمن   |                                | [ ۵۱ ] |
| ۲۰۱۳ | زندانیان                                       | نانسی برچ               |                                | [ ۵۲ ] |
| ۲۰۱۴ | برخیز                                          | سوزی براون              |                                | [ ۵۳ ] |
| ۲۰۱۵ | بلک‌هت                                          | مأمور اف‌بی‌آی کارول بارت |                                | [ ۵۴ ] |
| ۲۰۱۵ | لیلا و ایو                                     | لیلا والکات             | همچنین تهیه‌کنندهٔ اجرایی        | [ ۵۵ ] |
| ۲۰۱۶ | حضانت                                          | قاضی مارتا شرمن         | همچنین تهیه‌کنندهٔ اجرایی        | [ ۵۶ ] |
| ۲۰۱۶ | جوخه انتحار                                    | آماندا والر             |                                | [ ۵۷ ] |
| ۲۰۱۶ | حصارها                                         | رز مکسسون               |                                | [ ۵۸ ] |
| ۲۰۱۸ | بیوه‌ها                                         | ورونیکا رالینگ          |                                | [ ۵۹ ] |
| ۲۰۱۹ | سرباز صفر                                      | رالین                   |                                | [ ۶۰ ] |
| ۲۰۲۰ | صدا دادن                                       | خودش                    | مستند؛ همچنین تهیه‌کنندهٔ اجرایی | [ ۶۱ ] |
| ۲۰۲۰ | بلک باتم ما رینی                               | ما رینی                 |                                | [ ۶۲ ] |
| ۲۰۲۱ | جوخه انتحار                                    | آماندا والر             |                                | [ ۶۳ ] |
| ۲۰۲۱ | نابخشودنی                                      | لیز اینگرام             |                                | [ ۶۴ ] |
| ۲۰۲۲ | پادشاه زن                                      | نانیسکا                 | همچنین تهیه‌کننده               | [ ۶۵ ] |
| ۲۰۲۲ | بلک ادم                                        | آماندا والر             | حضور افتخاری                   | [ ۶۶ ] |
| ۲۰۲۳ | ایر                                            | دلوریس جردن             |                                | [ ۶۷ ] |
| ۲۰۲۳ | بازی‌های گرسنگی: تصنیف پرندگان آوازخوان و مارها | دکتر ولومنیا گل         |                                | [ ۶۸ ] |
| ۲۰۲۴ | پاندای کونگ‌فوکار ۴                             | آفتاب‌پرست               |                                |        |
| TBA  | گروه ۲۰                                        | تیلر ساتن               | همچنین تهیه‌کننده               | [ ۶۹ ] |